# Periophthalmodon
A Periophthalmodon a csontos halak (Osteichthyes) főosztályának sugarasúszójú halak (Actinopterygii) osztályába, ezen belül a sügéralakúak (Perciformes) rendjébe, a gébfélék (Gobiidae) családjába és az iszapugró gébek (Oxudercinae) alcsaládjába tartozó nem.

## Előfordulásuk
A Periophthalmodon-fajok előfordulási területe az Indiai- és a Csendes-óceán ázsiai, valamint ausztráliai partjain van. Egyesek Indiától egészen Ausztráliáig, míg mások csak a Fülöp-szigetektől Ausztráliáig lelhetők fel.

## Megjelenésük

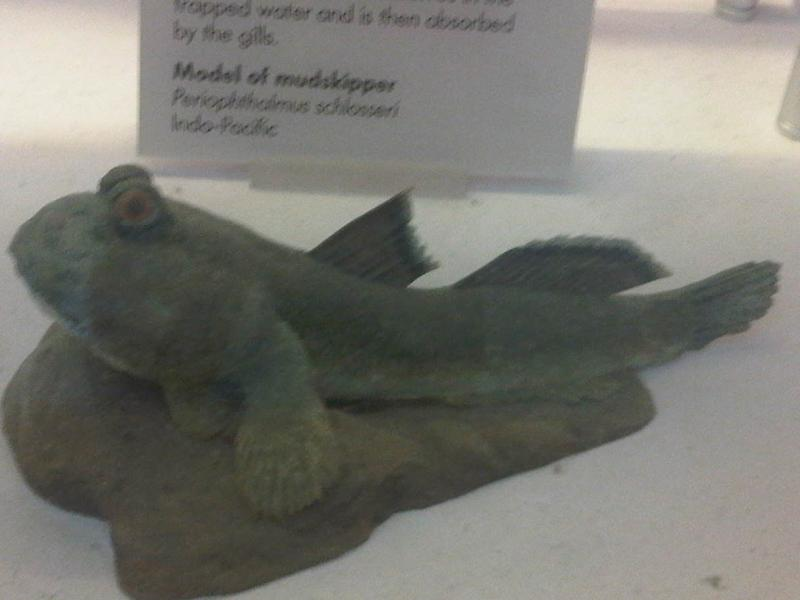
Periophthalmodon schlosseri a londoni Természettudományi Múzeumban

A különböző fajok mérete eltérő, de körülbelül 10-27 centiméter között lehet. A pikkelyezettség szintje fajtól függően változó. A P. septemradiatus hasúszói nem forrtak össze tapadókoronggá, a P. freycinetié viszont tapadókorongot alkotnak.

## Életmódjuk
Trópusi gébfajok, amelyek fajtól függően megélnek az édes-, sós- és brakkvízben is. Az árapálytérségben, a nagy folyók alsó szakaszaiban, vagy éppen a torkolatvidékeken találhatók meg. Az oxigént a levegőből veszik ki. Táplálékuk kisebb rákok, rovarok és férgek.

## Felhasználásuk
Egyiküknek sincs halászati értéke.

## Rendszerezés
A nembe az alábbi 3 faj tartozik:
- Periophthalmodon freycineti (Quoy & Gaimard, 1824)
- Periophthalmodon schlosseri (Pallas, 1770) - típusfaj
- Periophthalmodon septemradiatus (Hamilton, 1822)